# Freiherr-vom-Stein-Allee 5 (Weimar)

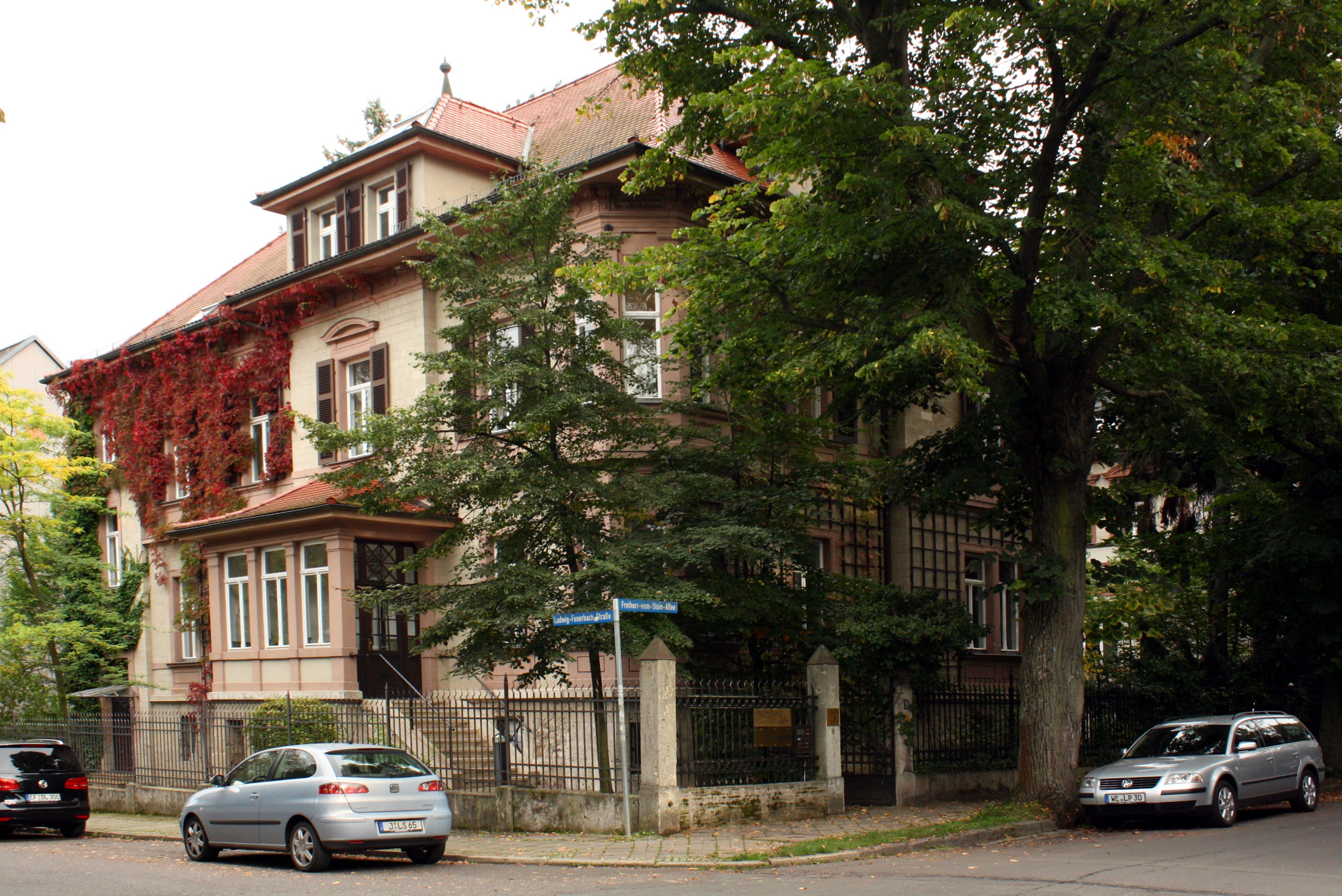
Freiherr-vom-Stein-Allee 5

Das Haus Freiherr-vom-Stein-Allee 5 in der Weimarer Südstadt ist ein Wohnhaus aus der späten Gründerzeit. Sie befindet sich an der Ecke zur Ludwig-Feuerbach-Straße.

## Geschichte
Die Villa im Stile der Neorenaissance wurde 1892/93 nach dem Entwurf von Hugo Weiß für den Bauunternehmer Karl Paulin errichtet.
Die Sichtsteine der Villa mit Vorgarten sind aus einheimischen Material. Das zweigeschossige Wohnhaus mit mittigem Dachrisaliten mit Dachknauf hat eine Wohnfläche von 1060 m². Der Eingang mit einer Treppe ist als Mittelrisalit gestaltet. Auch das darüberliegende Geschoss hat einen Mittelrisaliten, der jedoch weitgehend zurückgenommen wurde. Das dreiachsige Gebäude wurde 1897 mit einer Veranda, 1901 mit einem zweigeschossigen, zweiachsigen Anbau nach einem Entwurf von Rudolf Zapfe nach Osten hin erweitert. Diesen wiederum verbreiterte man 1912/13 nach Plänen von Bruno Röhr. Bemerkenswert an der Innenausstattung ist insbesondere der Wandbrunnen.

## Bekannte Bewohner
Einer der Bewohner war seit 1895 der Rittmeister, Gutsbesitzer und Kammerherr Eberhard von Alten (1854–1937). Als Kammerherr ist von Alten seit 1907 erwähnt.
Die Schriftstellerin Gabriele Reuter hatte hier außer dem in der Leibnizallee 4 (damals Wilhelmsallee), wo sie 1875–1890 wohnte, und vielen anderen in Weimar ihren Wohnsitz. Zu ihrer Zeit hieß die Straße Carl-Alexander-Allee. Seit 2018 gibt es hier eine Gedenktafel, die u. a. auf Initiative der Nachfahren Gabriele Reuters hier angebracht wurde. Sie wohnte hier 1929 bis 1939 und dann bis zu ihrem Tod 1941 Am Horn 39. Das war die Pension der Gräfin Dohna direkt über Goethes Gartenhaus. In den Erinnerungen einer weiteren Bewohnerin wird das Haus erwähnt: Erika von Watzdorf-Bachoff (1878–1963). Sie erinnerte sich auch an einen Ingenieur Carl Boger, der von dem Bildhauer Richard Engelmann um 1922 herum porträtiert wurde, von dem an der Bauhaus-Universität Weimar ein Gipsmodell erhalten ist und dessen an Frau Margot Boger-Langhammer.
Heute sind in ihm u. a. Ingenieurbüros. Das Gebäude steht auf der Liste der Kulturdenkmale in Weimar (Einzeldenkmale).